# Tomczyce (gmina Mogielnica)
Tomczyce – wieś w Polsce położona w województwie mazowieckim, w powiecie grójeckim, w gminie Mogielnica. Leży nad Pilicą.
Wieś szlachecka położona była w drugiej połowie XVI wieku w powiecie bielskim ziemi rawskiej województwa rawskiego.
We wsi zachował się klasycystyczny pałac wraz z parkiem (obecnie siedziba dyrekcji domu opieki społecznej). Od II połowy XIX wieku do 1944 r. właścicielami majątku była rodzina Fredro Bonieckich herbu Bończa. W dwudziestoleciu międzywojennym był to Stanisław Fredro Boniecki i jego żona Michalina z Mazarakich herbu Newlin. Stanisław Boniecki został zamordowany w Oświęcimiu.
W latach 1975–1998 miejscowość należała administracyjnie do województwa radomskiego.
Dom Pomocy Społecznej w Tomczycach został utworzony 1 kwietnia 1985. Obecnie Dom przeznaczony jest dla osób w podeszłym wieku oraz przewlekle somatycznie chorych. Dom położony jest w rozległym parku zajmującym powierzchnię 3 hektarów.
W kwietniu 2020 w znajdującym się we wsi Domu Pomocy Społecznej zdiagnozowano u 61 mieszkańców domu oraz 9 pracowników koronawirusa, co doprowadziło do kryzysu związanego z prawidłowym funkcjonowaniem ośrodka.